# Bobolin (powiat sławieński)

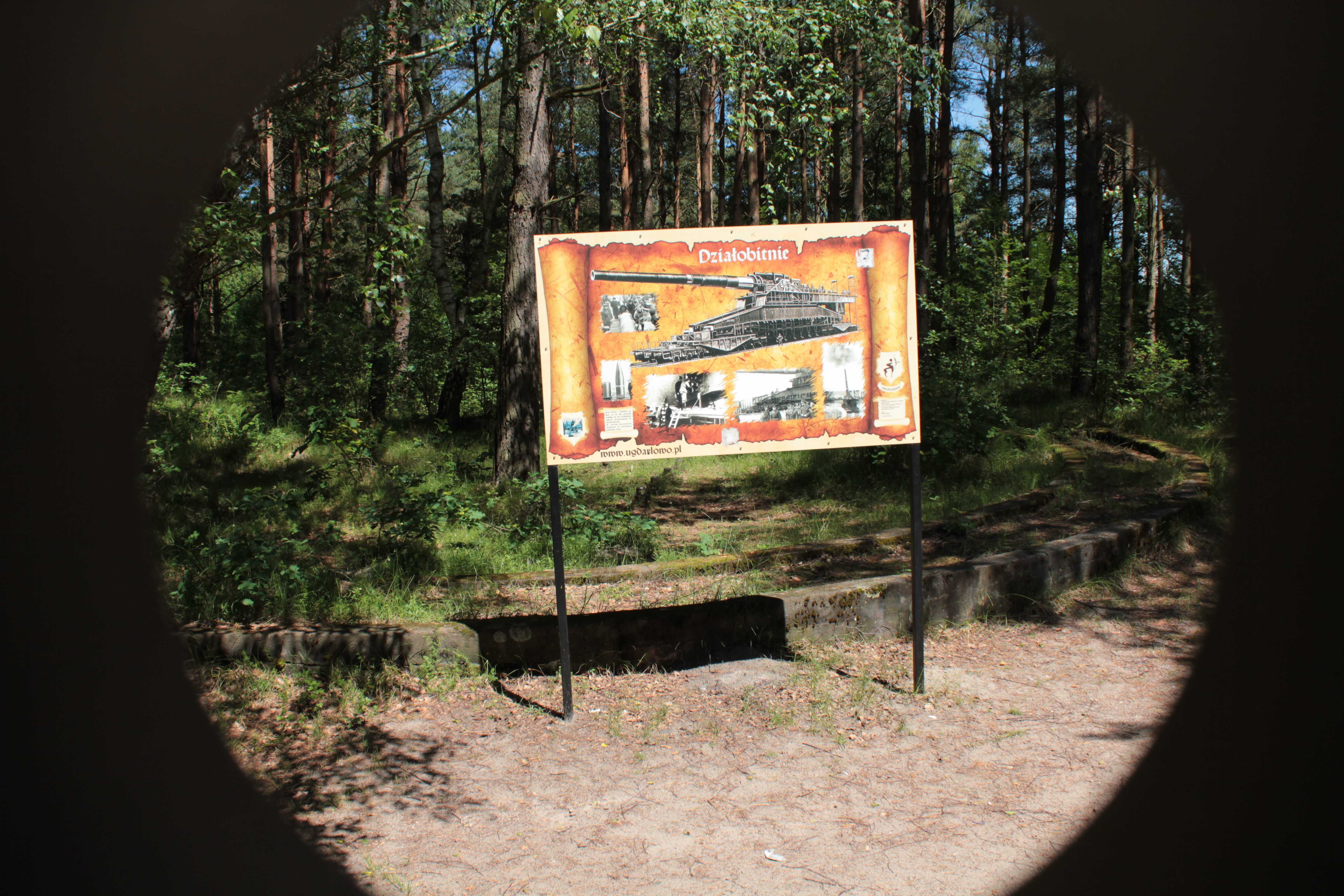
Działobitnie w Bobolinie

Bobolin – wieś w północno-zachodniej Polsce, położona w województwie zachodniopomorskim, w powiecie sławieńskim, w gminie Darłowo przy drodze wojewódzkiej nr 203.
Według danych z 28 września 2009 roku wieś miała 135 stałych mieszkańców.

## Położenie
Obszar wsi jest objęty strefą ochrony uzdrowiskowej "B" Dąbki.
Przy północnej części wsi przepływa struga Martwa Woda.
W latach 1975–1998 miejscowość położona była w województwie koszalińskim.

## Historia
W roku 1784 byli w Bobolinie: 1 sołtys, 5 chłopów. W 1818 wieś liczyła sobie 152 mieszkańców. Liczba wzrosła do 192 w roku 1871, ale spadła potem znowu w 1939 na 129. 
Duży, gwałtowny sztorm nawiedził miejscowość w zimie 1913/14. Do Bobolina wylała się olbrzymia masa wody, zalewając prawie całą wieś i połączenia drogowe. Przez chwilę jezioro Bukowo połączyło się z morzem. 
W 1937 na odległość 1,5 km od wsi na obszarze nadbrzeża powstała strzelnica artyleryjska.
W 1945 tę wieś z miejscowościami Boryszewo, Dąbki, Bukowo Morskie, Żukowo Morskie i Gleźnowo włączono do powiatu sławieńskiego. 
Wieś została zdobyta przez wojska radzieckie 6 marca 1945 roku. Na jesieni 1945 wysiedlono ludność niemieckojęzyczną. Ostatnim niemieckim burmistrzem tej wsi był Willi Sielaff. Wieś została przyłączona do powiatu Darłowo pod nazwą "Bobolin".
Do 1945 r. poprzednią niemiecką nazwą cieku było Böbbelin. W 1948 r. ustalono urzędowo polską nazwę Bobolin.

## Kościół
Do 1945 mieszkańcy Bobolina byli w większości wyznania ewangelickiego. Wieś została wcielona razem z Boryszewem, Dąbkami do parafii Bukowo Morskie. Droga do kościoła w Bukowie Morskim wynosiła 4 km. Parafia Bukowo Morskie należała do diecezji pomorskiej kościoła ewangelicko-augsburskiego. Ostatnim niemieckim duchownym był proboszcz Waldemara Knieß.

## Szkoła
Jednoklasowa szkoła powszechna została wybudowana pod koniec lat 20. XX wieku. Do szkoły uczęszczało średnio ok. 10-15 dzieci. Ostatnim niemieckim nauczycielem tej szkoły był Adolf Weimar.

## Atrakcje turystyczne
Bunkry na plaży w Bobolinie stanowią pozostałość po niemieckim poligonie dział wielkiego kalibru. Pozostałe bunkry oraz inne obiekty militarne znajdują się obecnie niestety na zamkniętym terenie wojskowym.